# Одоакре К'єріко
Одоакре К'єріко (італ. Odoacre Chierico, нар. 28 березня 1959, Рим) — італійський футболіст, що грав на позиції півзахисника, зокрема за «Рому» та молодіжну збірну Італії.
По завершенні ігрової кар'єри — тренер.
Дворазовий володар Кубка Італії. Чемпіон Італії. 

## Клубна кар'єра
Народився 28 березня 1959 року в Рим. Вихованець місцевої юнацької команди СТЕФЕР.
У дорослому футболі дебютував 1977 року виступами за міланський «Інтернаціонале», в якій провів два сезони, взявши участь у 18 матчах чемпіонату. Провів також чотири гри в рамках розіграшу Кубка Італії 1977/78, допомігши команді здобути цей трофей.
Протягом 1979—1981 років захищав кольори друголігової «Пізи».
Своєю грою за цю команду привернув увагу представників тренерського штабу «Роми», до складу якої приєднався 1981 року. Спочатку став гравцем «основи», згодом отримав статус гравця ротації і загалом відіграв за «вовків» чотири сезони своєї ігрової кар'єри. За результатами сезону 1982/83 ставав чемпіоном Італії, а за рік, за результатами розіграшу 1983/84, виборов свій другий титул володаря Кубка Італії.
Згодом з 1985 по 1991 рік грав за «Удінезе», «Чезену», «Асколі» та «Барлетту».
Завершував ігрову кар'єру у команді «Губбіо», за яку виступав на рівні четвертого італійського дивізіону протягом 1991—1992 років.

## Виступи за збірну
1983 року провів одну гру у складі молодіжної збірної Італії.

## Кар'єра тренера
У другій половині 2000-х тренував декілька нижчолігових італійських команд.
Згодом протягом 2015–2018 років працював у клубній структурі «Роми» як технічний помічник у тренерському штабі команди дублерів столичного клубу.

## Статистика виступів

### Статистика клубних виступів
| Сезон                      | Команда                    | Чемпіонат                  | Чемпіонат | Чемпіонат | Національний кубок | Національний кубок | Національний кубок | Континентальні кубки | Континентальні кубки | Континентальні кубки | Інші змагання | Інші змагання | Інші змагання | Усього | Усього |
| Сезон                      | Команда                    | Ліга                       | Ігор      | Голів     | Ліга               | Ігор               | Голів              | Ліга                 | Ігор                 | Голів                | Ліга          | Ігор          | Голів         | Ігор   | Голів  |
| -------------------------- | -------------------------- | -------------------------- | --------- | --------- | ------------------ | ------------------ | ------------------ | -------------------- | -------------------- | -------------------- | ------------- | ------------- | ------------- | ------ | ------ |
| 1977–78                    | «Інтернаціонале»           | A                          | 6         | 0         | КІ                 | 4                  | 0                  | -                    | -                    | -                    | -             | -             | -             | 10     | 0      |
| 1978–79                    | «Інтернаціонале»           | A                          | 12        | 0         | КІ                 | 1                  | 0                  | КВК                  | 4                    | 1                    | -             | -             | -             | 17     | 1      |
| Усього за «Інтернаціонале» | Усього за «Інтернаціонале» | Усього за «Інтернаціонале» | 18        | 0         |                    | 5                  | 0                  |                      | 4                    | 1                    |               | -             | -             | 27     | 1      |
| 1979–80                    | «Піза»                     | B                          | 27        | 1         | КІ                 | 4                  | 0                  | -                    | -                    | -                    | -             | -             | -             | 31     | 1      |
| 1980–81                    | «Піза»                     | B                          | 31        | 6         | КІ                 | 2                  | 0                  | -                    | -                    | -                    | -             | -             | -             | 33     | 6      |
| Усього за «Пізу»           | Усього за «Пізу»           | Усього за «Пізу»           | 58        | 7         |                    | 6                  | 0                  |                      | -                    | -                    |               | -             | -             | 64     | 6      |
| 1981–82                    | «Рома»                     | A                          | 29        | 2         | КІ                 | 1                  | 1                  | КВК                  | 4                    | 1                    | -             | -             | -             | 34     | 4      |
| 1982–83                    | «Рома»                     | A                          | 16        | 2         | КІ                 | 7                  | 2                  | КУЄФА                | 4                    | 0                    | -             | -             | -             | 27     | 4      |
| 1983–84                    | «Рома»                     | A                          | 17        | 1         | КІ                 | 9                  | 0                  | КЧ                   | 7                    | 0                    | -             | -             | -             | 33     | 1      |
| 1984–85                    | «Рома»                     | A                          | 15        | 1         | КІ                 | 4                  | 0                  | КВК                  | 6                    | 0                    | -             | -             | -             | 25     | 1      |
| Усього за «Рому»           | Усього за «Рому»           | Усього за «Рому»           | 77        | 6         |                    | 21                 | 3                  |                      | 21                   | 1                    |               | 0             | 0             | 119    | 10     |
| 1985–86                    | «Удінезе»                  | A                          | 24        | 1         | КІ                 | 6                  | 2                  | -                    | -                    | -                    |               | -             | -             | 30+    | 3+     |
| 1986–87                    | «Удінезе»                  | A                          | 27        | 3         | КІ                 | 3                  | 0                  | -                    | -                    | -                    | -             | -             | -             | 30     | 3      |
| 1987–88                    | «Удінезе»                  | B                          | 23        | 1         | КІ                 | 2                  | 0                  | -                    | -                    | -                    | -             | -             | -             | 25     | 1      |
| лип.-жовт. 1988            | «Удінезе»                  | B                          | 0         | 0         | КІ                 | -                  | -                  | -                    | -                    | -                    | -             | -             | -             | 0      | 0      |
| Усього за «Удінезе»        | Усього за «Удінезе»        | Усього за «Удінезе»        | 74        | 5         |                    | 11                 | 2                  |                      | -                    | -                    |               | ?             | ?             | 85+    | 7+     |
| 1988–89                    | «Чезена»                   | A                          | 20        | 0         | КІ                 | -                  | -                  | -                    | -                    | -                    | -             | -             | -             | 20     | 0      |
| лип.-жовт. 1989            | «Чезена»                   | A                          | 0         | 0         | КІ                 | -                  | -                  | -                    | -                    | -                    | -             | -             | -             | 0      | 0      |
| Усього за «Чезену»         | Усього за «Чезену»         | Усього за «Чезену»         | 20        | 0         |                    | 0                  | 0                  |                      | -                    | -                    |               | -             | -             | 20     | 0      |
| 1989–90                    | «Асколі»                   | A                          | 15        | 0         | КІ                 | 1                  | 0                  | -                    | -                    | -                    | -             | -             | -             | 16     | 0      |
| лип.-жовт. 1990            | «Асколі»                   | B                          | 0         | 0         | КІ                 | 0                  | 0                  | -                    | -                    | -                    | -             | -             | -             | 0      | 0      |
| Усього за «Асколі»         | Усього за «Асколі»         | Усього за «Асколі»         | 15        | 0         |                    | 1                  | 0                  |                      | -                    | -                    |               | -             | -             | 16     | 0      |
| 1990–91                    | «Барлетта»                 | B                          | 11        | 0         | КІ                 | -                  | -                  | -                    | -                    | -                    | -             | -             | -             | 11     | 0      |
| 1991–92                    | «Губбіо»                   | C2                         | 10        | 0         | КІ-C               | ?                  | -?                 | -                    | -                    | -                    | -             | -             | -             | 10     | 0      |
| Усього за кар'єру          | Усього за кар'єру          | Усього за кар'єру          | 283       | 18        |                    | 44+                | 5+                 |                      | 25                   | 2                    |               | 0+            | 0+            | 352+   | 25+    |

## Титули і досягнення
- Володар Кубка Італії (2):

«Інтернаціонале»: 1977-1978
«Рома»: 1983-1984
- Чемпіон Італії (1):

«Рома»: 1982-1983